# Rodochóri
Rodochóri, en grec moderne : Ροδοχώρι, est un village du dème de Náoussa, district régional d'Imathie, en Macédoine-Centrale, Grèce.
Selon le recensement de 2011, la population du village compte 490 habitants.